# Теория ERG Альдерфера
Теория ERG Альдерфера — одна из наиболее распространенных содержательных теорий мотивации. Эти теории описывают структуру потребностей, их содержание, связь с мотивацией человека к деятельности. Клейтон Альдерфер (1940—2015) — психолог из Йельского университета.

## Основа теории

Взаимосвязь потребностей общения (R), существования (E) и личностного роста (G) по Альдерферу

Альдерфер соглашается с теорией Маслоу, но выделяет только три потребности, которые заботят людей:
- потребность существовать (Еxistence),
- потребность общаться с другими (Relatedness)
- и потребность своего роста и развития (Growth).

Альдерфер утверждал, что эти три потребности аналогичны потребностям, выделенным Маслоу. Потребность существовать аналогична физиологической потребности. Потребность общаться с другими — потребность социального типа. Потребность роста — потребность в самореализации, в уважении.
Клейтон Альдерфер утверждал, что сегодняшние потребности могут остаться неудовлетворенными и через пять лет, и тогда можно поменять ориентиры. Будучи молодым, человек может стремиться стать президентом компании. В зрелом возрасте он может уже не хотеть стать президентом, так как это отнимает слишком большую часть жизни. Это уже другой взгляд на потребности человека.
Альдерфер попытался установить связь между удовлетворением потребностей и их активизацией и в результате определил следующие семь принципов:
1) Чем менее удовлетворены потребности существования (E), тем сильнее они проявляются.
2) Чем слабее удовлетворены социальные потребности (R), тем сильнее действие потребностей существования (E).
3) Чем полнее удовлетворены потребности существования (E), тем активнее заявляют о себе социальные потребности (R).
4) Чем менее удовлетворены социальные потребности (R), тем более усиливается их действие.
5) Чем менее удовлетворены потребности личностного роста и самореализации (G), тем сильнее становятся социальные потребности (R).
6) Чем полнее удовлетворены социальные потребности (R), тем сильнее актуализируются потребности личностного роста (G).
7) Чем меньше удовлетворены потребности личностного роста (G), тем активнее они проявляют себя. Чем больше удовлетворяется потребность в личностном росте, тем сильнее она становится.
Таким образом Альдерфер показал, что порядок актуализации потребностей может быть иным, чем указывал Маслоу, и зависеть не только от её места в иерархии, но от степени удовлетворения как этой потребности, так и некоторых других потребностей.

## Отличия от теории Маслоу
Теория Альдерфера имеет принципиальное отличие от теории Маслоу — движение по иерархии может осуществляться как снизу вверх, так и сверху вниз в том случае, если не удовлетворяется потребность верхнего уровня.
От потребности существовать вы можете перейти к потребности общения. Но ваш служебный рост может замедлиться, и вместо стремления к росту по служебной лестнице вас будут интересовать отношения с людьми.